# 2864 Soderblom
2864 Soderblom è un asteroide della fascia principale. Scoperto nel 1983, presenta un'orbita caratterizzata da un semiasse maggiore pari a 2,7467237 UA e da un'eccentricità di 0,1496617, inclinata di 3,14245° rispetto all'eclittica.
Dal 26 maggio al 24 luglio 1983, quando 2880 Nihondaira ricevette la denominazione ufficiale, è stato l'asteroide denominato con il più alto numero ordinale. Prima della sua denominazione, il primato era di 2835 Ryoma.
L'asteroide è dedicato all'Osservatorio di Nihondaira in Giappone.